# Vieille route du Göta
La vieille route du Göta (en suédois : Gamla Göta landsväg) est une voie de circulation historique de Suède reliant Stockholm, la capitale, au Götaland, la partie sud du pays, en passant par Södertörn.

## Histoire

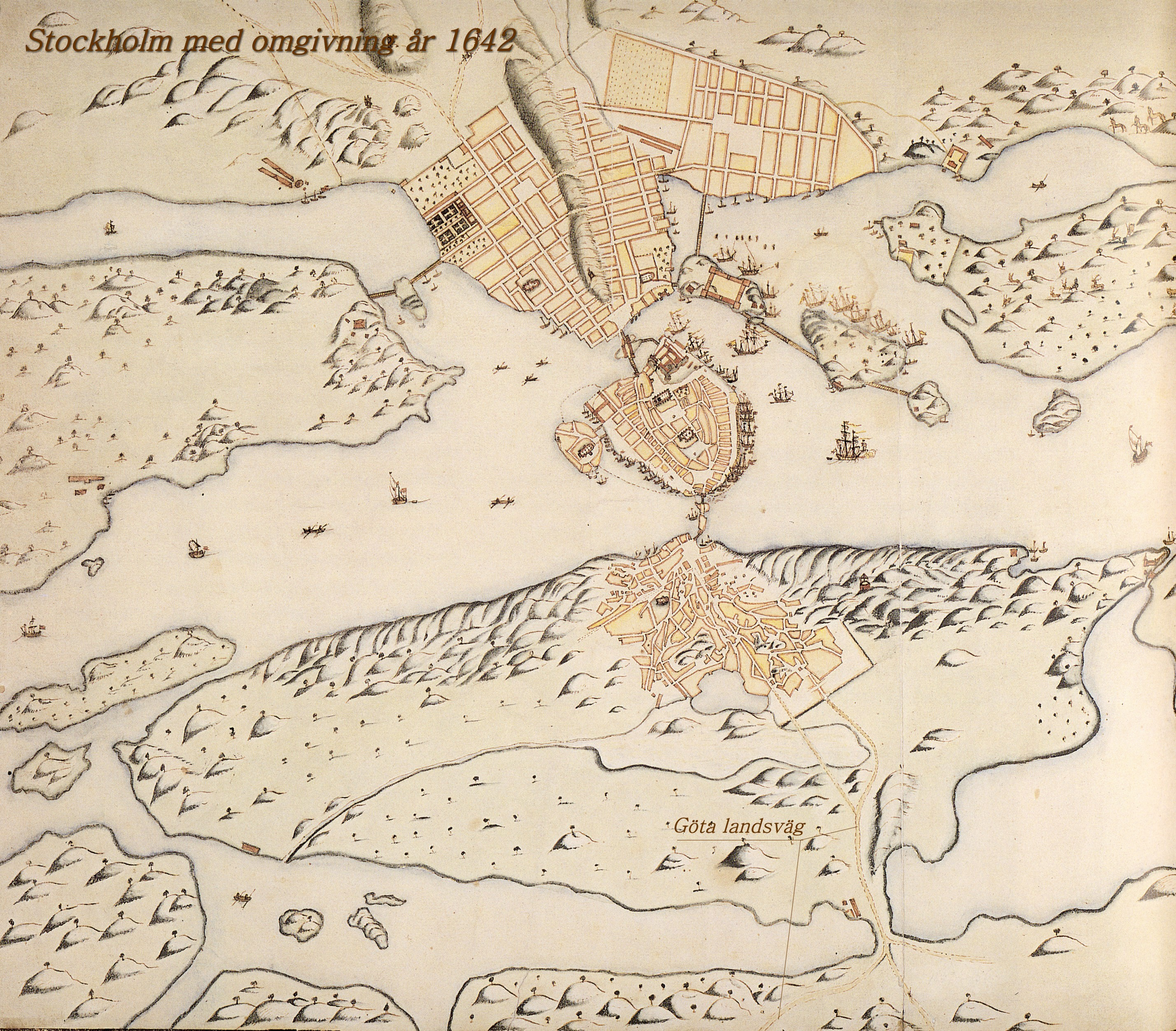
Plan de Stockholm de 1642, la route de Göta (Göta landsväg sur la carte) étant alors la seule voie reliant la ville de Stockholm au sud de la Suède.

La voie date du Moyen Âge, voire de l'âge des Vikings pour certaines de ses parties, et est considérée comme la plus ancienne voie connue reliant Stockholm au sud de la Suède.
À partir du XVIIe siècle, la voie perd de son importance au profit de la nouvelle route, puis de la voie actuelle, la Södertäljevägen (sv).